# Bostonská univerzita
Bostonská univerzita (anglicky Boston University, BU) je soukromá americká výzkumná univerzita v Bostonu v Massachusetts. Historicky je spojena s evangelickou církví metodistickou, ale sebe samu popisuje jako nesektářskou. Se 4000 akademiky a více než 31 000 studenty se řadí mezi největší univerzity ve Spojených státech. Zároveň objemný rozpočet na výzkum řadí BU mezi nejlepší univerzity v Spojených státech.
Mezi absolventy a akademiky univerzity je 6 nositelů Nobelovy ceny, mezi nimi i Martin Luther King, a 22 nositelů Pulitzerovy ceny.

## Fakulty
Univerzita nabízí bakalářská, magisterská a doktorská studia na 18 fakultách:
- College of Fine Arts (CFA)
- College of Arts and Sciences (CAS)
  - Graduate School of Arts and Sciences (GRS)
- College of Communication (COM)
- College of Engineering (ENG)
- College of General Studies (CGS)
- College of Health and Rehabilitation Sciences (Sargent College) (SAR)
- School of Education (SED)
- Division of Extended Education
- School of Hospitality Administration (SHA)
- School of Law (LAW)
- School of Management (SMG)
- Metropolitan College (MET)
  - Boston University Brussels (BUB)
  - Boston University Science and Engineering Program (SEP)
- School of Social Work (SSW)
- School of Theology (STH)
- University Professors Program (UNI) (ukončena roku 2011)
- School of Medicine (MED)
  - Division of Graduate Medical Sciences (GMS)
- Goldman School of Dental Medicine (SDM)
- School of Public Health (SPH)

## Absolventi
Bostonskou univerzitu vystudovalo více než 285 000 lidí skoro ze všech států světa.
- Martin Luther King – nositel Nobelovy ceny za mír
- Julianne Moore – herečka
- Geena Davis – herečka
- Gary Locke – ministr obchodu USA
- Bill O'Reilly – televizní komentátor
- Jhumpa Lahiri – nositelka Pulitzerovy ceny
- J Allard – viceprezident Microsoftu
- Óscar Arias – prezident Kostariky a nositel Nobelovy ceny za mír
- Rafík Harírí – premiér Libanonu
- Emily Deschanelová - herečka v seriálu sběratelé kostí